# Savoia-Marchetti S.M.81
El Savoia-Marchetti S.M.81 Pipistrello (‘murciélago’ en italiano) fue un bombardero trimotor en servicio en la Regia Aeronautica durante la Guerra de Abisinia, Guerra Civil Española y II Guerra Mundial. A pesar de ser demasiado lento para seguir siendo competitivo como bombardero, fue uno de los más flexibles, fiables e importantes aviones de la Regia Aeronautica, desde 1935 hasta 1944, y adaptado a tareas de segunda línea en la realización de una amplia gama de tareas.

## Diseño y desarrollo
Desarrollado conjuntamente con el transporte de pasaje y carga Savoia-Marchetti S.M.73, el S.M.81 Pipistrello era un monoplano trimotor de ala baja cantilever, con tren de aterrizaje clásico fijo. Puesto en servicio cuando Italia invadió Etiopía el 3 de octubre de 1935, donde además de su cometido principal de bombardero, fue también utilizado en vuelos de reconocimiento y transporte.
El S.M.81 fue uno de los primeros aviones suministrados a los militares rebeldes a principios de la guerra civil española, sirviendo otros ejemplares en España encuadrados en la Aviazione Legionaria italiana, hasta una cifra total aproximada de 60 ejemplares.
Unos 200 aparatos servían en las filas de la Regia Aeronautica cuando se produjo la entrada de Italia en la II Guerra Mundial. De estos, 147 equipaban unidades en Italia, el Archipiélago del Dodecaneso y el Norte de África, 59 equipaban unidades del África oriental (solo 42 operativos), y el resto eran utilizados como unidades de transporte. Los primeros S.M.81 en entrar en acción fueron los estacionados en el África Oriental Italiana tomando parte en el bombardeo de Adén. Su misión era la interceptación del tráfico marítimo enemigo y determinadas operaciones de apoyo a tierra en la (conquista italiana de la Somalilandia británica). En septiembre de 1940 fueron particularmente activos en el bombardeo de Jartum y Port Sudan. Las bajas producidas en estas misiones y la imposibilidad de recibir refuerzos redujo la efectividad de los escuadrones allí situados. Así, el 10 de enero de 1941 solo había 26 S.M.81 en servicio, cifra que se reduciría a 6 aparatos el 1 de febrero. 
Durante las primeras etapas de la guerra en el Mediterráneo, los S.M.81 se dedicaron a hostigar a la Marina Real, participando en la batalla de Punta Stilo el 9 de julio. El 39.º Stormo, con base en Rodas, fue especialmente activo en el bombardeo de objetivos en Egipto.
La escasa velocidad de este modelo supuso que fuese principalmente destinado a misiones secundarias. Los S.M.81, sin embargo, protegidos por el manto de la noche, actuaron todavía de formas eficaz como bombarderos nocturnos en el norte de África. Algunos aviones se mantenían todavía operativos cuando en septiembre de 1943 se firmó el armisticio, y pasaron a volar en las filas de la Aeronautica Cobelligerante Italiana. Asimismo, algunos ejemplares fueron usados en el frente del Este como transportes en el seno de la Aeronautica Nazionale Repubblicana durante 1944. Unos pocos aparatos supervivientes de las hostilidades servirían aún unos cinco o seis años con la Aeronautica Militare Italiana de la posguerra.

## Variantes
S.M.81
Versión de serie, de la que se produjeron 535 unidades con distintos motores: Isotta Fraschini K.14 de 725 hp o Alfa Romeo 125 RC.35 de 650 hp, Alfa Romeo 126 RC.34 de 552 kW (750 hp) y Piaggio P.X RC.35 de 670/700 hp.
S.M.81B
Un único prototipo experimental bimotor dotado con motores Isotta-Fraschini Asso XI RC40 de potencia nominal de 627 kW (840 hp) a 2250 rpm a 4000 m; al despegue, 596 kW (880 hp) a 2250 rpm.

## Operadores
República de China

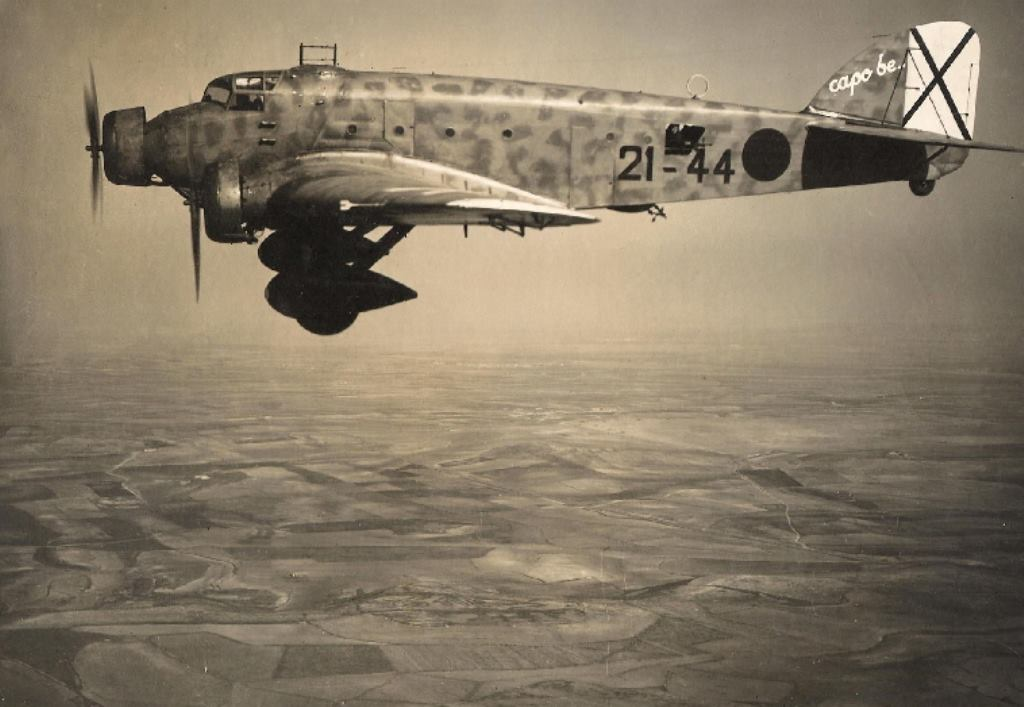
Savoia Marchetti S.M.81 en España.

- Fuerza Aérea de China Nacionalista: recibió tres aeronaves, todas perdidas en un accidente durante un entrenamiento en febrero de 1938 en Yichang.

 España
- Ejército del Aire de España

 Reino de Italia
- Regia Aeronautica

 República Social Italiana
- Aeronautica Nazionale Repubblicana

 Italia
- Aeronautica Cobelligerante Italiana
- Aeronautica Militare

## Especificaciones (Savoia-Marchetti SM.81b con motores Alfa Romeo 125 R.C.35)

### Características generales
- Tripulación: 6
- Longitud: 18,3 m (60 ft)
- Envergadura: 24 m (78,7 ft)
- Altura: 4,3 m (14,1 ft)
- Superficie alar: 92,2 m² (992,5 ft²)
- Peso vacío: 6800 kg (14 987,2 lb)
- Peso cargado: 9300 kg (20 497,2 lb)
- Peso máximo al despegue: 10 505 kg (23 153 lb)
- Planta motriz: 3× motor radial de nueve cilindros de refrigeración por aire Alfa Romeo 125 RC.35.
  - Potencia: 485 kW (669 HP; 660 CV) cada uno.
- Hélices: Tripala
- Motores alternativos: Piaggio P.X. RC.15, Isotta Fraschini K.14, Alfa Romeo 126 RC.34

### Rendimiento
- Velocidad nunca excedida (Vne): 340 km/h (211 MPH; 184 kt) a 1000 m
- Velocidad crucero (Vc): 260 km/h (162 MPH; 140 kt)
- Velocidad de entrada en pérdida (Vs): 110 km/h (68 MPH; 59 kt)
- Alcance: 2000 km (1080 nmi; 1243 mi)
- Techo de vuelo: 7000 m (22 966 ft)
- Carga alar: 101 kg/m² (20,7 lb/ft²)
- Tiempo a altitud: 

  - 1000 m (3281 pies) en 4 min 15 s

  - 3000 m (9843 pies) en 11 min 48 s

  - 5000 m (16 404 pies) en 20 min 36 s

### Armamento
- Ametralladoras: 

  - 6x Breda-SAFAT de 7,70 mm
- Bombas: Más de 2000 kg

## Aeronaves relacionadas

### Desarrollos relacionados
- Savoia-Marchetti SM.79

### Aeronaves similares
- Junkers Ju 52
- Bristol Bombay

### Secuencias de designación
- Secuencia S.M._ (interna de Savoia-Marchetti): ← S.M.78 - S.M.79 - S.M.80 - SM.81 - S.M.82 - S.M.83 - S.84 →
- Secuencia Numérica (Aeronaves del Ejército del Aire español, 1939-1945): ← 18 - 19 - 20W - 21 - 22 - 23 - 24 →
- Secuencia T._ (Aeronaves de Transporte del Ejército del Aire español, 1945-1954): T.1 - T.2 - T.3 - T.4 (I) →